# Forchia
Forchia è un comune italiano di 1 185 abitanti della provincia di Benevento in Campania.

## Geografia fisica
L'area di Forchia è cartografata nella tavoletta I.G.M. di Montesarchio III SE del foglio N°173 di "Benevento" della carta d'Italia. Forchia rientra nella Valle Caudina, delimitata a sud dai monti del Partenio, a nord-ovest dai monti di Durazzano, a nord dal massiccio del Taburno, tutti caratterizzati da versanti acclivi a forme piuttosto aspre. Il comune è circondato per circa 2/3 da rilievi collinari mentre la restante parte (quella che guarda il versante casertano) si affaccia verso una immensa zona pianeggiante. Forchia è l'unico comune della provincia di Benevento - insieme con la limitrofa Arpaia e Paolisi - che confina con la città metropolitana di Napoli, precisamente con l'area nolana.

## Storia

### L'antica Forculum
Poche sono le notizie storiche di Forchia che sembrerebbe avere origini antecedenti a quelle dell'impero romano. Il suo nome deriva probabilmente dal latino forculae che sta per forche, a richiamare la famosa battaglia delle Forche Caudine quando nel 321 a.C. i sanniti  guidati da Gaio Telesino sconfissero due legioni romane e le costrinsero a subire l'umiliazione del passaggio sotto il giogo. Fu una circoscrizione longobarda (gastaldato) annesso al principato di Salerno. Nell'anno 849 d.C. L'imperatore Ludovico, nella divisione del principato di Benevento, lasciò Forchia al principe di Salerno Siconolfo, divenendo il confine dei due principati.  Forculum (Forchia) compare infatti nel capitolare che si trova nell'Archivio di Montecassino e che contiene l'enumerazione dei gastaldati che dovevano comporre il principato di Salerno; dopo la stessa Salernum, sono infatti nominati Sarnum, Cimiterium, Forculum, Capua, Teanum e Sora. Come tutta l'Italia meridionale nell'undicesimo secolo fu sotto il dominio dei Normanni che preservarono il principato. Nel 1139 il gastaldato di Forchia insieme a tutto il principato (che fu anche chiamato "longobardo-normanno") evolse nel Regno di Sicilia (durato - con vari nomi - sette secoli, fino al 1861) anche se continuarono a essere nominati duchi longobardi (direttamente dal papa) fino al 1081. anche Forculum continuò a far parte di un ducato in quello stesso periodo.  Fu completamente distrutta nel terremoto del 5 dicembre 1456. Il terremoto si verificò alle 3 del mattino e, con una magnitudo di 7.1, fu uno dei terremoti più forti mai registrati in Italia dove tutti i paesi dell'entroterra campana furono rasi al suolo. Lo sciame sismico durò per diversi anni. Una vox populi vorrebbe che in passato fosse stata unita al vicino comune di Arpaia. Se ciò è senz'altro vero da un punto di vista parrocchiale (la separazione avvenne in tal senso nel 1654) non si hanno notizie certe se e quando sia avvenuta la separazione da un punto di vista amministrativo.

### Simboli

#### La disputa sulle Forche Caudine
Molti dei comuni del Sannio, si contendono l'episodio delle Forche Caudine, tuttavia solo il comune di Forchia è riuscito ad ottenere uno stemma comunale che riporta la raffigurazione del giogo, sancendo in qualche modo l'attribuzione del luogo del famoso episodio storico come esclusiva proprietà, nonostante il parere contrario di molti storici.
Le vicissitudini che hanno condotto all'attribuzione dello stemma comunale sono alquanto bizzarre. Il Comune, forte del nome (Forchia deriverebbe infatti da forculae ovvero "forche", "giogo' dalla traduzione latina) e di alcuni ritrovamenti archeologici (le rovine di un antico monastero di Forchia chiamato Santa Maria del Giogo indicherebbero il luogo dove avvenne l'episodio), si è sempre battuto per vedersi attribuire lo stemma. La vicenda che ha portato il comune di Forchia al particolare primato è riportata (in maniera imprecisa) dal giornalista e scrittore Giuseppe Josca in una raccolta di articoli da lui scritti per il Corriere della Sera negli anni sessanta su alcune comunità del sud dell'Italia.
L'articolo che parla di Forchia intitolato La guerra sannitica con la carta bollata si incentra sulla tenacia (anche se molto sarcasticamente sottolineata dall'autore) dei forchiesi che capeggiati dall'allora sindaco Alfonso D'Ambrosio, ingaggiarono una vera e propria battaglia non solo con il vicino comune di Arpaia, che contendeva a Forchia l'attribuzione del luogo dell'episodio, ma addirittura con l'Ufficio Araldico della Presidenza del Consiglio. Infatti venne adottato un timbro che raffigurava ruote, stelle, foglie e altri elementi dello stemma della Repubblica, ne nacque un'ulteriore disputa con le autorità competenti, in quanto la legge prescrive chiaramente che gli enti periferici non possono usare l'emblema dello stato, e in seguito ai risultati di un'indagine effettuata dallo Studio Araldico di Genova, con un decreto governativo del 1954 furono dichiarate fondate le rivendicazioni del comune che da allora poté adottare lo stemma attuale. La blasonatura dello stemma è la seguente:
(D.P.R. del 14 gennaio 1954.)
Il gonfalone è un drappo partito di bianco e di verde.

## Monumenti e luoghi d'interesse

### Architetture religiose

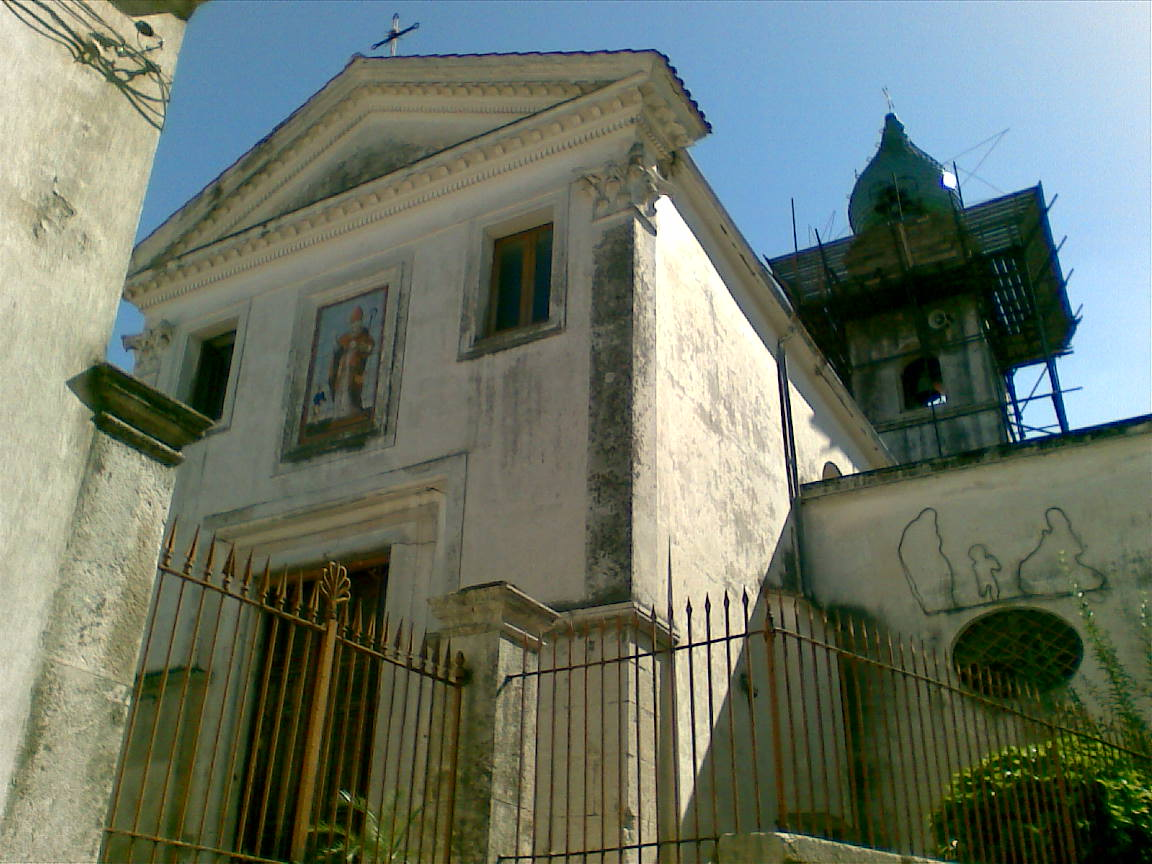
La chiesa di San Nicola di Mira

- Chiesa di San Nicola di Mira (patrono) in via Umberto I.

La chiesa di San Nicola di Mira in Forchia è di edificazione relativamente recente. Le prime notizie si hanno infatti intorno al 1654 quando una bolla emanata dal vescovo di S. Agata mons. Tommaso Campanella sancì la definitiva separazione dall'allora parrocchia della Terra di Arpaia. La chiesa di Forchia infatti fino ad allora era connessa a quella del vicino comune di Arpaia. Lunghe e controverse furono le vicissitudini che portarono al distacco delle due comunità. In quel periodo infatti i due comuni raggiungevano a malapena i 500 abitanti per cui un parroco era più che sufficiente. Tuttavia la lontananza dei due comuni unita all'incuria dei parroci di allora provocava non pochi problemi agli abitanti di Forchia. La stessa bolla emanata il 19 maggio 1654 riporta: «Ci è stato spesso riferito dagli abitanti del Casale di Forchia della Terra di Arpaia, i quali hanno fatto parte della Parrocchia Arcipretale e Collegiale della medesima Terra di Arpaia, che essi vanno soggetti a molti inconvenienti, e che parecchi di loro a motivo della distanza e delle strade cattive, specialmente nel periodo invernale, muoiono senza sacramenti, e che … all'arciprete riesce molto difficile recarsi al Casale di Forchia per amministrarvi i sacramenti… ritenendo nostro dovere pastorale… di ovviare ai pericoli delle anime e provvedere alle loro necessità, stabiliamo che nella suddetta chiesa di S. Nicola del detto casale di Forchia ci sia un altro Parroco, staccando e dividendo la detta chiesa di S. Nicola col suo territorio del casale di Forchia dalla Chiesa arcipretale della detta Terra di Arpaia…». I parroci di allora cercarono di opporsi allo smembramento delle due comunità religiose evidentemente per motivi di ingerenze economiche dovute alla conseguente penuria dell'offertorio.
Dopo numerose proteste degli abitanti del luogo, mons. Campanella decretò come parroco un nativo del detto casale a primo parroco di S. Nicola, tal don Nicola Venerusi.
La chiesa di allora aveva una sola navata, larga circa 12 metri per 6,50 ed un unico accesso dalla strada pubblica, l'attuale via Umberto I, sul versante ovest. Una piccola corte precedeva l'entrata nella chiesa. Alla fine della navata una cupola sovrastava l'altare maggiore in marmo alle cui spalle una nicchia contenente la statua di San Nicola con il Salvatore precede una piccola tribuna da cui si accede al campanile. Ai lati opposti delle navate altre 2 nicchie con le statue della Maddalena e della Madonna. Di pregevole fattura il soffitto, in legno e ricoperto in gran parte da vere e proprie opera d'arte. Esse consistevano in almeno tre quadri ottagonali con i dipinti de l'immagine di S. Nicola, l'immagine di S. Maria delle Grazie, l'immagine del SS. Rosario, S. Domenico, S. Caterina da Siena, Santa Lucia. Nel 1847, il parroco di allora don Guglielmo Struffolino la ingrandirà con l'aggiunta di altre due navate perpendicolari alla prima, portando a tre il numero complessivo degli altari situati alle estremità delle stesse. Vi aggiunse anche una nuova entrata sul versante sud. Purtroppo a causa di ristrutturazione e adeguamento sismico seguito ai danni del terremoto del 1980, il soffitto è stato letteralmente stravolto e solo uno dei quadri originari, tutti restaurati, è stato rimesso al suo posto.
- Chiesa di S. Alfonso Maria dei Liguori, in contrada S. Alfonso.
- Sala delle assemblee dei Testimoni di Geova.

### Architetture civili
- Palazzo D'Ambrosio

### Siti archeologici
- Antiche cisterne romane in vicolo Sanniti e via Vicinale Verzaruolo.
- Rovine di una villa romana in via Fosso.

## Società

### Evoluzione demografica
Abitanti censiti

## Amministrazione
| Periodo | Periodo | Primo cittadino     | Partito               | Carica  | Note |
| ------- | ------- | ------------------- | --------------------- | ------- | ---- |
| 1985    | 2004    | Michelino Giordano  | DC-PPI-UdC            | Sindaco |      |
| 2004    | 2019    | Margherita Giordano | Lista civica (centro) | Sindaco |      |
| 2019    | 2024    | Pino Papa           | Lista civica          | Sindaco |      |

### Altre informazioni amministrative
Il comune fa parte della Comunità montana del Taburno.